# 加布里埃爾·蓋特納
加布里埃爾·蓋特納（英語：Gabriel Gardner；1976年3月18日—）是一位美國排球運動員。他代表美國參加了2004年雅典奧運會和2008年北京奧運會。在高中時期他也曾經是一名水球運動員。